# Габерска река
Габерска река или Луковачка река је прва велика притока Нишаве, која протиче кроз Бугарску и Србију. У  најширем смислу она припада сливу реке Нишаве, односно Јужне Мораве, затим Велике Мораве, Дунава, па самим тим и Црноморском сливу.

## Називи
Назив Габерска река користи се у Букарској, док се у Србији она назива и Лукавачком реком по селу Лукавица које се налази непосредно пре њеног ушћа у Нишаву.

На српским топографским картама река има назив Лукавачка река низводно од ушћа Невљанске реке, док се узводно од ушћа као назив наводи Габерска река. Како Невљанска река има премалу површину слива у односу на површину слива Габерске реке до њеног ушћа да би се извршила промена назива главне реке. 
Промена назива реке је вероватно практичне природе с обзиром на то да је село Габер, по коме је река добила назив, у суседној држави.
 На Бугарским топографским картама размере 1:250.00 и 1:50.000 на целој дужини тока користи се искључиво термин Габерска река.
У званичним документима Републичког хидрометеоролошког завода Србије такође користи се назив Габерска река. 

## Слив реке
Габерска река настаје код села Габера спајањем вода Чачуровске и Камбелевске реке, одакле наставља просечним падом речног тока, који није велики и износи 12,69 m/km. Мали пад реке је последица њеног тока кроз заравњене површине некадашњег језерског неогеног басена.
Са Бугарске стране залеђе слива је пространије, притоке су бројније и такође дубоко усечене. Слив је добро пошумљен, а најважнија притока на том сектору је Булин дол.

### Сасатвнице
Чачуровска река — је дужа и по површини слива већа саставница Габерске реке, која извире код села Озрноваца на 958 метара надморске висине. Речни ток има правац ка северу и протиче кроз споменуто село где добија назив Озрновска река.
Камбелевска река — је мања саставница Габерске реке, која једугачка  7,49 km, док је површина њеног слива 33,1 km². Слив је амфитеатралног облика, нагиб терена је углавном мали, притоке су малобројне тако да је и густина речне мреже испод просека.

### Притоке
Дервент — је највећа притока Габерске реке, која се у њу улива узводно од села Невља. Дугачка је 13,01 km, а површини слива је 29,09 km².
Калугерица — је најзначајнија десна притока Габерске реке. Улива се код села Несла, на 541 m н.в. Њена дужина је 6,47 km, а површина слива износи 12,78 km². Извире на 858 метара н. в. као Белевска река, а од саставка са Рапушом назива се Калугерицом.
Невљанска река — је најважнија притока Габерске реке у Србији. Улива се у њу на самој државној граници са Бугарском, 14 километара од ушћа у Нишаву, на 525 m н.в. Дужина Невљанске реке је само 8,17 km, али је површина слива, због лепезастог облика, прилично велика и износи 27,22 km².

### Дужина реке и густина мреже
Дужина реке је 40,51 km.
Густина речне мреже је нешто изнад просека за слив Нишаве и износи 1,47 km/km² 

### Површина слива
Површина слива износи 249,20 km² 

### Ушће
Габерска река улива се у Нишаву на територији Србије, са њене леве стране, низводно од Димитровграда. Њено ушће је на 137. речном километру Нишаве, на надморској висини од 444 m.